# Węzeł łączności
Węzeł łączności (centrum łączności) – jednostka organizacyjna wojska, odpowiedzialna za obsługę i kontrolę łączności, składająca się zazwyczaj z ośrodka informacyjnego, ośrodka kryptograficznego oraz stacji nadawczych i odbiorczych.

## Charakterystyka
Węzeł łączności to wzajemnie ze sobą powiązany zespół urządzeń telekomunikacyjnych rozmieszczonych w terenie lub w obiekcie, przeznaczony do realizacji połączeń oraz administrowania w ramach wojskowego systemu telekomunikacyjnego siecią telekomunikacyjną na określonym obszarze. To też element stanowiska dowodzenia przeznaczony do zapewnienia łączności z innymi stanowiskami (własnymi, przełożonego, podwładnych, współdziałających i wspierających) oraz wewnątrz własnego stanowiska dowodzenia.
Węzeł łączności to złożony element sieci łączności stanowiący organizacyjno-techniczne połączenie sił i środków łączności oraz informatyki. Jest rozwijany w miejscu skrzyżowania się lub zbiegu różnych rodzajów linii łączności w celu zapewnienia tworzenia kanałów, ich komutacji oraz komutacji pakietów i utajniania informacji oraz wymiany przesyłek pocztowych.
Podział węzłów łączności
ze względu na mobilność:
- stacjonarne (garnizonowe) WŁ
- mobilne WŁ:

zapewniają zapewnienia dowództwu związku taktycznego (oddziałów, pododdziałów) łączność radiową, radioliniową, kablową i środkami wojskowej poczty polowej z dowódcami i sztabami: z przełożonym, podwładnymi i współdziałającymi, elementami ugrupowania bojowego, sąsiadami itp.

## Skład węzła łączności
Węzeł łączności stanowiska dowodzenia dywizji (2007)
- centrum komutacyjne
  - cyfrowa łącznica telefoniczna
  - komutator sieci komputerowych
  - kablowa telefoniczna sieć abonencka
  - sieć komputerowa
- grupa środków teletransmisyjnych
  - trzy radiostacje średniej mocy
  - pięć radiostacji małej mocy
  - trzy radiolinie
  - terminal satelitarny
- grupa wozów dowodzenia
- punkt kierowania i zarządzania WŁ
  - stacja pocztowa
    - dwie drużyny kursów pocztowych
    - punkt wymiany poczty polowej

  - stacja zasilania 30 KW
    - kablowa sieć energetyczna

Węzeł łączności szczebla operacyjnego (ćwiczebny)
W okresie lat 1960–1990, gdy nie występowały powszechnie urządzenia cyfrowe, a co za tym idzie integracja usług, sieci i systemów, węzeł łączności na wyższych szczeblach dowodzenia był strukturalnie bardzo skomplikowany. Przedstawiony niżej wykaz jego elementów składowych przedstawia frontowy węzeł łączności realizowany przez 2 Brygadę Łączności oraz siły i środki innych jednostek podległych bezpośrednio MON podczas dużych ćwiczeń Układu Warszawskiego.
Węzeł łączności dzielił się na następujące elementy:
- centrum kierowania węzłem łączności,
  - ASWŁ – aparatownia szefa węzła łączności (dowódcy batalionu),
  - ADŁ – aparatownia dyżurnego łączności,
  - ETG – ekspedycja telegraficzna,
- stacja szyfrowa,
  - AUSz – aparatownia urządzeń szyfrowych (1-2 szt.),
- stacja telefoniczna – jawną i środków utajniających,
  - CTFD – centrala telefoniczna dalekosiężna,
  - PL – przełączalnia liniowa,
  - CTF-TI – centrala telefoniczna utajniona (P-243),
  - P-233 – aparatownia telefoniczna urządzeń utajniających (3-4 szt.),
- stacja telefoniczna w.cz. (przydzielana z Armii Radzieckiej)
  - aparatownia kierowania,
  - aparatownia dyżurnego łączności,
  - centrala zbiorcza,
  - aparatownie urządzeń w.cz.,
- stacja telegraficzna – jawną i środków utajniających,
  - CTGD – centrala telegraficzna dalekosiężna,
  - AD-M – aparatownia dalekopisowa (1-2 szt.),
  - ATGUU – aparatownia telegraficzna urządzeń utajniających,
  - AD-TI – aparatownia dalekopisowa TI,
- grupa środków kanałotwórczych,
  - środki łączności dalekosiężnej,
    - AŁD – aparatownia łączności dalekosiężnej (liczba zależna od konfiguracji systemu łączności i ilości przyjmowanych traktów)

  - środki radioliniowe (ilość sprzętu zależna od konfiguracji systemu i liczby przyjmowanych kierunków)
    - R-404 – radiolinia operacyjna (1-2 kpl.),
    - R-409 – radiolinia operacyjno-taktyczna (2-3 szt.),
    - R-405 – radiolinia taktyczna (1-2 szt.),
- wojskowa stacja pocztowa,

- - EP(J) – ekspedycja poczty(jawna),
  - EP(T) – ekspedycja poczty(tajna),
- lądowisko śmigłowców,
  - PWP – punkt wymiany poczty,
- centrum zasilania (ilość sprzętu wynikająca z bilansu mocy zasilanego sprzętu)
  - SZ-1 – stacja zasilania (1-2 szt.),
  - PAD-30 – zespół spalinowo-elektryczny (1-2 szt.),
- centrum łączności satelitarnej R-440W (od 1984 roku),
  - A-030 – aparatownia nadawczo-odbiorcza,
  - A-031 – aparatownia urządzeń cyfrowych,
  - stacja zasilania,
  - aparatownia wóz kablowy (sypialnia załogi),
  - warsztat naprawczy (warsztat-sypialka dowódcy),
  - przyczepa antenowa,
- centrum łączności troposferycznej,
  - stacja troposferyczna (np. R-410 później R-412),
- grupę środków radiowych – odbiorczych,
  - AAKCz – automatyczna aparatownia kontroli częstotliwości (dyżurny środków radiowych),
  - R-110/O – wóz odbiorczy radiostacji dużej mocy R-110 (1-2 szt.),
  - R-102/O – wozy odbiorcze radiostacji średniej mocy R-102 (4-8 szt.),
  - ARO-K1 – aparatownie radioodbiorcze (1-2 szt.),
  - ARO KU-10 – nowsze aparatownie radioodbiorcze (1-2 w późniejszych latach),
  - AZS – aparatownie zdalnego sterowania (1-2 szt.),
  - AGZS – aparatownie grupowego zdalnego sterowania R-151 (w późniejszych latach),
  - SZ-2 – stacja zasilania radiowych środków odbiorczych,
- grupę radiowych środków nadawczo-odbiorczych (samodzielnych radiostacji),
  - R-140 – radiostacje KF średniej mocy (liczba zależna od zaplanowanego systemu),
  - R-137 – radiostacje UKF średniej mocy (1-2 szt.),
- grupy radiowych środków nadawczych oddalonych od węzła (10–20 km) (w liczbie i składzie zależnym od zaplanowanego schematu łączności radiowej), a w nich:
  - R-110/N – wozy nadawcze radiostacji dużej mocy R-110 (1-2 szt.),
  - R-110/Z – wozy zasilania nadajników R-110 (1-2 szt.),
  - R-102/N – wozy nadawcza radiostacji R-102 (4-8 szt.),
  - R-140 – radiostacje średniej mocy pracujące jako nadajniki (po wprowadzeniu ap. AGZS w liczbach zależnych od zaplanowanego systemu łączności),
  - radiostacje innych rodzajów sił zbrojnych przydzielone do danego stanowiska dowodzenia.

Na stanowisku dowodzenia brygada rozwijała ponadto:
- w centrum dowodzenia:
  - AŁ-CD – aparatownia łączności centrum dowodzenia,
  - AS-250 – autobus sztabowy dowódcy (frontu),
  - AS-250 – autobus sztabowy szefa sztabu (frontu),
  - R3-Z – wóz dowodzenia dowódcy (frontu),
- w innych zarządach stanowiska dowodzenia:
  - WSzK – wóz pracy szefa kierunków,
  - WOK – wóz pracy oficera kierunkowego (4 szt. na każdą armię)
  - PL-S – przełączalnie kablowe – sektorowe (3 szt. w namiotach – biurach napraw telefonów).

Tak rozbudowany system występował na węzłach łączności szczebla operacyjnego (front). Na niższych szczeblach dowodzenia np. w dywizji, stacja telegraficzna jawna i utajniona była reprezentowana przez jedną aparatownię – aparatownię telegraficzną specjalną na samochodzie ATGS.
Jednym z wariantów pracy środków radiowych, już w latach 70 XX w. było alternatywne wykorzystywanie jako radiowych środków nadawczych – nadajników stacjonarnych centrów nadawczych okręgów wojskowych lub MON.